# Радостное (Луганская область)
Радостное (укр. Радісне) — село в Краснодонском районе Луганской области Украины. Де факто — с 2014 года населённый пункт контролируется самопровозглашённой Луганской Народной Республикой. Входит в Белоскелеватский сельский совет.

## История
Население — 92 человека (2001).

## География
Расположено в бассейне Северского Донца, на одном из его малых правых притоков. Соседние населённые пункты: сёла Давыдо-Никольское на северо-востоке, Ивановка на севере, Водоток и Огульчанск на северо-западе, Габун, Белоскелеватое и Лысое на западе, Липовое и город Молодогвардейск на юго-западе, село Дружное и город Суходольск на юге, сёла Малый Суходол, Подгорное, посёлок Северо-Гундоровский на юго-востоке, Большой Суходол на востоке.